# Informacja dokumentacyjna
Informacja dokumentacyjna – w informacji naukowej termin używany w opozycji terminu informacja faktograficzna, obejmujący swym zakresem wszelką metainformację dotyczącą dokumentów, a więc np. opis formalny dokumentu, charakterystykę formalną dokumentu, charakterystykę słowną, charakterystykę wyszukiwaną dokumentu, analizę dokumentacyjną. Informację dokumentacyjną można uważać za podklasę informacji faktograficznej o zakresie organicznym do specyficznego rodzaju faktów, za jakie można uznać dokumenty.